# Liste chronologique de graveurs français
Cette liste recense les graveurs d'estampes français.

## Renaissance
- Geoffroy Tory (1480-1533), humaniste et graveur
- Jean Rabel (1545-1603), peintre et graveur
- Jean Cousin le jeune (1490-1561) peintre, graveur, sculpteur
- Jacques de Barbary (XVIe siècle), peintre et graveur
- Jean Perrissin (actif autour de 1570), peintre et graveur
- Jacques Tortorel (actif autour de 1570), graveur
- Thomas de Leu (1560-1612), graveur
- Jacques Bellange (1575-1616) (Lorraine) graveur
- Daniel Rabel (1578-1637), peintre et graveur

## XVIIesiècle
- François Perrier (1590-1650), peintre et graveur
- Jacques Callot (1592-1635) (Lorraine) graveur
- Pierre Scalberge (vers 1592-1640), graveur, peintre et marchand d'art
- Edmé Moreau, 1596 - 1638
- Claude Mellan (1598-1688), peintre, dessinateur et graveur
- Balthasar Moncornet (1600-1668), peintre et graveur
- Abraham Bosse (1602-1676) graveur
- Jean Varin (1604-1672), sculpteur et graveur
- Nicolas Robert (1614-1685), miniaturiste et graveur
- François Chauveau (1613-1676), dessinateur, graveur et peintre
- Michel Dorigny (1617-1663), peintre et graveur
- Jean Le Pautre (1618-1682), dessinateur et graveur
- Albert Flamen (1620-1674), graveur
- Israël Silvestre (1621-1691) (Lorraine), graveur
- Robert Nanteuil (1623-1678), graveur, dessinateur et pastelliste
- Nicolas Regnesson (1624-1670),
- Gabriel Pérelle (1604-1677), graveur
- Adam Pérelle (1640-1698), graveur, dessinateur
- Nicolas Perelle (1631-1695), graveur, peintre
- Girard Audran (1640-1703), graveur
- Michel Mollart (1641-1712), médailliste et graveur sur cuivre
- Nicolas de Fer (1646-1720), graveur-géographe
- Jean Mauger (1648-1712), médailliste et graveur sur cuivre
- Gérard Edelinck (1649-1707), graveur
- .Jacques Restout (1650-1701), peintre
- Louis Dorigny (1654-1742), peintre et graveur
- Eustache Restout (1655-1743), architecte, graveur et peintre
- Louis Audran (1670-1712), graveur
- François Poilly (1623-1693), dessinateur, graveur et éditeur d'estampes
- Nicolas de Poilly (1626-1698), dessinateur et graveur
- Nicolas de Son (Reims, 17e siècle - 17e siècle), dessinateur et graveur
- Jacques Dassonville (vers 1619 - vers 1670), peintre, dessinateur, graveur
- Claude Goyrand (avant 1610 - vers 1662), dessinateur, graveur
- Jérôme David (vers 1590 - vers 1663), graveur

## XVIIIesiècle
- Jacques Simonin[1] (†1737), graveur actif à Toulouse
- Nicolas Dorigny (1652-1746), peintre et graveur
- Pierre Drevet (1664-1738) graveur
- Étienne Jehandier Desrochers (1668-1741), graveur
- Bernard Picart (1673-1733), graveur
- Jean-Baptiste Scotin (1678-1740), graveur
- François-Julien Barier (1680-1746), graveur
- Louis Desplaces (1682-1739), graveur
- Charles Dupuis (graveur) (1685-1742), graveur
- Jean-Baptiste Oudry (1686-1755), peintre et graveur
- Louis Surugue (1686-1762), graveur
- Edme Jeaurat (1688-1738), graveur
- Anne Claude Philippe de Pestels de Lévis de Tubières-Grimoard, comte de Caylus (1692-1765), archéologue, homme de lettres et graveur
- Pierre-Jean Mariette (1694-1774), libraire et graveur
- Nicolas-Gabriel Dupuis (1695-1771), graveur
- Pierre Imbert Drevet (1697-1739), graveur
- Laurent Cars (1699-1771), graveur
- François Boucher (1703-1770) peintre, graveur
- Jacques-Philippe Le Bas (1707-1783), graveur
- Noël Hallé (1711-1781), peintre et graveur
- Pierre-Simon Fournier (1712-1768), graveur et fondeur de caractères
- Martin Marvie (1713-1813), graveur
- Jean-Baptiste Marie Pierre (1714-1789), peintre, graveur, dessinateur
- Jean-Joseph Balechou (1715-1765), graveur
- Charles-Nicolas Cochin (1715-1790), graveur et dessinateur
- Jean-Georges Wille (1715-1808), graveur
- Joseph-Marie Vien (1716-1809), peintre, dessinateur et graveur
- Carmontelle (1717-1806), architecte-paysagiste, auteur dramatique, peintre, dessinateur, graveur
- Claude-Henri Watelet (1718-1786), homme de lettres, collectionneur, critique d'art, poète, dramaturge, peintre, aquafortiste et graveur
- Étienne Ficquet (1719-1794), graveur
- Charles Eisen (1720-1778), peintre et graveur
- Jean-Baptiste Delafosse (1721-1806), graveur, pastelliste, éditeur et marchand d'estampes
- Charles-Germain de Saint-Aubin (1721-1786), graveur, brodeur
- Pierre-François Basan (1723-1797), graveur
- Noël Le Mire (1724-1801), graveur
- Jean Ouvrier (1725-1754), graveur
- Guillaume Nicolas Delahaye (1725-1802), graveur-géographe
- Jacques Aliamet (1726-1788), graveur
- Nicolas Ozanne (1728-1811), dessinateur de marine et graveur
- Jean-Jacques Le Veau (1729-1786), graveur
- Jacques Firmin Beauvarlet (1731-1797), graveur
- Hubert Robert (1733-1808), peintre, graveur
- François-Germain Aliamet (1734-1790), graveur
- Benoît-Louis Prévost (1735-1804), graveur
- Jean-Pierre Houël (1735-1813), graveur, dessinateur et peintre
- Simon Charles Miger (1736-1828), graveur
- Jean-Jacques de Boissieu (1736-1810), graveur lyonnais
- Marin-Nicolas Jadoulle (1736-1805), graveur et sculpteur
- Pierre Ozanne (1737-1813), graveur et ingénieur maritime
- Louis-Gabriel Monnier (1739-1804), médailliste et graveur au burin
- Jean Baptiste Marie Louvion (1740-1804), graveur
- Joseph Varin (1740-1800), graveur
- Jean-Michel Moreau dit le Jeune (1741-1814) graveur
- Pierre Duflos le Jeune (1742-1816), graveur
- Yves-Marie Le Gouaz (1742-1816), graveur
- François Godefroy (1743-1819), graveur
- Antoine Borel (1743-1810), peintre, dessinateur et graveur
- Marie-Louise-Adélaïde Boizot (1744-1810), graveuse
- Charles Emmanuel Patas (1744-1802), peintre et graveur
- François-Rolland Elluin (1745-1810), graveur
- Gérard van Spaendonck (1746-1822), peintre et graveur
- Vivant Denon (1747-1825), diplomate et administrateur, écrivain et graveur
- François Robert Ingouf (1747-1812), graveur
- Augustin Dupré (1748-1833), graveur
- Charles Eschard (1748-1810), peintre, dessinateur et graveur
- Charles-François-Adrien Macret (1751-1783), graveur
- Michel-François Dandré-Bardon (1752-1809), peintre, dessinateur et graveur
- Antoine Joseph Gaitte (1753-1820), graveur
- Philibert-Louis Debucourt (1755-1832), peintre et graveur
- Philippe Trière (1756-vers 1815), graveur
- Charles Clément Balvay (1756-1822), graveur
- Antoine-François Tardieu, dit Tardieu de l'Estrapade (1757-1822)
- François-Nicolas Martinet (vers 1760-1800), ingénieur et graveur
- Jean Thouvenin (1765-ap. 1828), graveur
- Jean Audran (1767-1756), graveur
- Antoine Maxime Monsaldy (1768-1816), dessinateur graveur
- Jean-César Macret (1768-après 1813), graveur
- Philippe-Louis Parizeau (1740-1801), dessinateur et graveur

## XIXesiècle(du romantisme à l’impressionnisme)
- Alexandre Clément (17..-18..), graveur, signant A.L Clément[2]
- François-Eugène Burney (1845-1907), graveur buriniste d’interprétation
- Jean Achard (1807-1884), peintre et graveur
- André Galle (1761-1844), graveur
- Émile Giroux (dates non précisées), graveur
- Louis Léopold Boilly (1761-1845), peintre, dessinateur et graveur
- Louis Albert Guislain Bacler d'Albe (1761-1824), peintre, graveur, cartographe de Napoléon
- Louis-Jean Allais (1762-1833), peintre et graveur
- Jean-Jérôme Baugean (1764-1830), peintre et graveur
- Louis-Pierre Baltard (1764-1846), architecte, graveur et peintre
- Pierre Audouin (1768-1822), graveur
- Louis-François Lejeune (1775-1848), peintre et graveur
- Pierre Bouillon (1776-1831), graveur et peintre
- Eustache-Hyacinthe Langlois (1777-1837) peintre, dessinateur et graveur
- Auguste Gaspard Louis Desnoyers (1779-1857), graveur
- Jean-François Pourvoyeur (1784-1851), graveur
- Théodore Richomme (1785-1849), graveur
- Jean-Pierre-Marie Jazet (1788-1871), graveur
- François Forster (1790-1872), graveur
- Nicolas-Toussaint Charlet (1792-1845), peintre et graveur
- Jean-Alexandre Allais (1792-1850), graveur
- Narcisse Lecomte (1794-1882), graveur
- Léon Cogniet (1794-1880), peintre, portraitiste et lithographe
- Paul Letarouilly (1795-1855), architecte, cartographe et graveur
- Jean-Denis Nargeot (1795-1865), graveur
- Antoine François Gelée, 1796-1860, graveur
- Adolphe Alexandre Joseph Caron (1797-1867), graveur
- Godard II d'Alençon (1797-1864), graveur sur bois, imprimeur, libraire et éditeur
- Louis-Henri Brévière (1797-1869), graveur
- Louis-Pierre Henriquel-Dupont (1797-1892), graveur et dessinateur
- Pierre-François Godard fils (1797-1864), graveur et lithographe
- Augustin Burdet (1798-1870), graveur
- Charles Hippolyte Huet (1798-1855), graveur et dessinateur
- Nicolas Eustache Maurin (1799-1850), graveur
- Pierre Michel Adam (1799-1853), graveur
- Charles Philipon (1800-1862), dessinateur, lithographe, journaliste et éditeur
- Achille Devéria (1800-1857) peintre, graveur
- Ambroise Joseph Gaitte fils (1802-1868), graveur
- Jacques Étienne Pannier (1802-1869), graveur et  pastelliste
- Amédée Geille (1803-1843), graveur d'histoire
- Tony Johannot (1803-1852), graveur, illustrateur et peintre
- Grandville (Jean Ignace Isidore Gérard, dit) (1803-1847) graveur
- Ferdinand Lhérie (1803-1848), peintre et graveur
- Auguste Raffet (1804-1860), dessinateur et graveur
- Eugène Isabey (1804-1886), peintre, aquarelliste et lithographe
- Espérance Langlois (1805-1864), peintre et graveuse
- Louis Godefroy Jadin (1805-1882), peintre animalier et peintre paysagiste
- Louis Marc Bacler d'Albe (1805-1887), dessinateur, peintre et lithographe
- Ephraïm Conquy (1808-1843), graveur
- Honoré Daumier (1808-1879) peintre, graveur
- Karl Bodmer (1809-1893), graphiste, lithographe, dessinateur, illustrateur et peintre
- Adolphe Maugendre (1809-1895), lithographe et graveur
- Polyclès Langlois (1813-1872), graveur, dessinateur et peintre
- Charles Blanc (1813-1882), historien, critique d'art et graveur
- Charles Jacque (1813-1894), peintre animalier et graveur
- Estelle de Barescut (v. 1815-après 1851), peintre et lithographe
- Léon Gaucherel (1816-1886) graveur
- Charles Marville (1816-1879) peintre, graveur, photographe
- Charles-André Malardot (1817-1879), peintre, aquafortiste et graveur
- Aimé de Lemud (1817-1887), peintre, graveur, lithographe et statuaire
- Amédée Varin (1818-1883) graveur
- Jacques Adrien Lavieille (1818-1862), graveur sur bois
- Alphonse Leroy (1820-1902), graveur
- Charles Meryon (1821-1868) graveur
- Hector Giacomelli (1822-1904), peintre, aquarelliste, illustrateur et graveur
- Eugène Leguay (1822-?), graveur
- François Chifflart (1825-1901), peintre et dessinateur
- Jacques Martial Deveaux (1825-1916), graveur
- Jean-Joseph Sulpis (1826-1911), graveur d'architecture
- Pierre-Auguste Lamy (1827-1880), graveur, lithographe et aquarelliste
- Émile Frédéric Nicolle (1830-1894), peintre et graveur
- Adolphe Bellevoye (1830-1908), dessinateur et graveur
- Léopold Flameng (1831-1911), graveur, illustrateur et peintre
- Gustave Doré (1832-1883) graveur
- Edgar Degas (1834-1917), peintre, graveur, sculpteur et photographe
- James Tissot (1836-1902), peintre et graveur
- Henri Fantin-Latour (1836-1904), peintre et lithographe
- Jules Chéret (1836-1932), peintre, affichiste et lithographe
- Alphonse Legros (1837-1911), peintre et graveur
- Adolphe Lalauze (1838-1905), vignettiste, illustrateur, peintre et graveur
- Jules-Clément Chaplain (1839-1909), graveur
- Odilon Redon (1840-1916) peintre, graveur et pastelliste
- Edme-Jean Pigal (1798-1872), peintre, graveur, lithographe
- Henry Wolf (1852-1916), graveur franco-américain

## XIXesiècle(de l’impressionnisme au fauvisme)
- Léon Barillot (1844-1929), graveur et peintre
- Jules Adeline (1845-1909), historien, dessinateur architecte et graveur
- Eugène Grasset (1845-1917), graveur, affichiste et décorateur
- Oscar Roty (1846-1911), graveur, sculpteur et médailleur
- Pierre Georges Jeanniot (1848-1934), peintre, dessinateur, aquarelliste, et graveur
- Eugène-André Champollion (1848-1901), graveur
- Eugène Carrière (1849-1906), peintre et lithographe
- Henri Toussaint (1849-1911), peintre, illustrateur et graveur
- Auguste Lepère (1849-1918), peintre et graveur
- Jean-Louis Forain (1852-1931), peintre, illustrateur et graveur
- Émile Jean Sulpis (1856 -1942) est un dessinateur et graveur
- Adolphe Léon Willette (1857-1926), illustrateur, caricaturiste et graveur
- Théophile Alexandre Steinlen (1859-1923), peintre, dessinateur et lithographe
- George Auriol (1863-1938), journaliste, poète, chansonnier, peintre et graveur
- Jules Lieure (1866-1948), historien de l'art, collectionneur et graveur
- Henri Bellery-Desfontaines (1867-1909), peintre, illustrateur, affichiste, lithographe, dessinateur, architecte et graveur
- Eugène Béjot (1867-1931) peintre et graveur
- Jean Coraboeuf (1870-1947) peintre et graveur
- Edgar Chahine (1874-1947), peintre, illustrateur et graveur
- René Péan (1875-1955), peintre et lithographe
- Charles Dufresne (1876-1938), peintre, graveur et décorateur

## XXesiècle(avant la Seconde Guerre mondiale)
- Georges Pierre Louis Serrier (1852-1945), peintre et graveur
- André Jacques (1880-1960), peintre et graveur
- Félix Rasumny (1869-1940), dessinateur, sculpteur et graveur
- Ernest-Marie Herscher (1870-1939), graveur et architecte
- André Dauchez (1870-1948), peintre et graveur
- Malo-Renault (1870-1938) pastelliste, graveur et illustrateur
- Jacques Villon (1875-1963), peintre et graveur
- Adolphe Beaufrère (1876-1960), peintre et graveur
- Jean Émile Laboureur (1877-1943), peintre, dessinateur, graveur et illustrateur
- Raoul Dufy (1877-1953), peintre, dessinateur, illustrateur, céramiste, décorateur et graveur
- Pierre-Alexandre Morlon (1878-1951), graveur-médailliste
- Paul Adrien Bouroux (1878-1967), peintre, illustrateur et graveur
- Edmond-Marie Poullain (1878-1951), peintre et graveur
- Jean Frélaut (1879-1954), peintre, graveur et illustrateur
- Raymond Renefer (1879-1957), peintre et graveur
- Henry Cheffer (1880-1957), peintre et graveur
- Maurice Victor Achener (1881-1963), peintre et graveur
- Raoul Serres (1881-1971), illustrateur et graveur au burin
- Aimé Dallemagne (1882-1971), graveur
- Marie Laurencin (1883-1956), peintre et graveuse
- Jean Metzinger (1883-1956) peintre, graveur
- Georges Kierren (1884-1955), artiste et graveur
- Charles Forget (1886-1960), peintre, graveur
- Serge Fotinsky (1887-1971),  peintre, aquarelliste, graveur et illustrateur

## XXesiècle(après la Seconde Guerre mondiale)
- Henri-Georges Adam (1904-1967), graveur et sculpteur
- Pierre Albuisson (1952-), dessinateur et graveur
- Yves Alix (1890-1969), peintre, graveur
- Renaud Allirand (1970-), peintre et graveur
- Pierre Ambrogiani (1907-1985), peintre, graveur et sculpteur
- Mario Avati (1921-2009), graveur
- Louttre.B (1926-2012), peintre et graveur
- Hervé Baille (1896-1974), dessinateur et graveur
- André Barre (XXe siècle), graveur
- Hans Bellmer, né en Allemagne (1902-1975), sculpteur, photographe, graveur
- Pierre Béquet (1932-2012), dessinateur et graveur
- Jean Bertholle (1909-1996), peintre
- Gérard Blanchard (1927-1998), typographe, universitaire et graveur
- Jacques Boullaire (1893-1978), dessinateur, peintre et graveur
- Elsa Catelin (1975-), graveuse
- Jean Chièze (1898-1975), graveur sur bois
- Alain Controu (1946-2023), graveur aquafortiste, imprimeur en taille-douce et plasticien
- René Cottet (1902-1992), peintre et graveur
- Pierre Courtin (1921-2012), peintre et graveur
- Lucien Coutaud (1904-1977), peintre et graveur
- Jean Couy (1910-1983), peintre et graveur
- Claude-Jean Darmon (1935-), graveur
- Marc Dautry (1930 - 2008), graveur, sculpteur et dessinateur
- Albert Decaris (1901-1988), peintre et graveur
- Xavier Degans (1949-), peintre, sculpteur, mosaïste et lithographe
- Jean Delpech (1916-1988), peintre et graveur
- Érik Desmazières (1948-), graveur
- Jacques Albert Devigne (1925-2019) graveur en taille directe sur acier.
- Yves Doaré (1943-), peintre et graveur
- Francis Domenget (1926-1993), graveur
- Christian d'Espic (1901-1978), peintre-graveur
- Jean Feugereux (1923-1992), peintre-graveur
- Marcel Fiorini (1922-2008), peintre et graveur
- Albert Flocon (1909-1994), graveur, théoricien et historien de la gravure
- Pierre Forget (1923-2005), graveur
- Johnny Friedlaender (1912-1992), peintre et graveur
- Henri Goetz (1909-1989), peintre et graveur
- Cécile Guillame (1933-2004), graveuse
- François Houtin (1950-), graveur
- René Izaure (1929-2014), dessinateur, graveur et peintre
- André Jacquemin (1904-1992), peintre et graveur
- André Jordan (1908-1982), peintre et graveur
- Michel King (1930-), peintre et graveur
- Ariane Laroux (1957-), portraitiste, peintre et graveur
- Véronique Laurent-Denieuil (1961-), artiste, plasticienne et graveuse
- André Lavergne (1946-), graveur
- Max Leognany (1913-1994), peintre, graveur, sculpteur
- Jacques Le Maréchal (1928-2016), poète, peintre, graveur
- Paul Leuquet (1932-), peintre, graveur et poète
- Erik Levesque (1960-), vidéaste, peintre et graveur
- Ève Luquet (1954-), dessinatrice et graveur
- Jeanne Malivel (1895-1926), décoratrice et graveur
- Alfred Manessier (1911-1993), peintre
- Maoual (1959-), peintre et graveur
- Jean-Luc Maréchal (né en 1946), Graveur
- Enrique Marin (1935-), peintre, graveur, sculpteur et céramiste
- Yves Milet-Desfougères (1934-), peintre, graveur, dessinateur
- Philippe Mohlitz (1941-2019), graveur
- Michel Moskovtchenko (1935-), peintre, graveur et sculpteur
- Gen Paul (1898-1975) peintre, graveur
- Jean Picart Le Doux (1902-1982), peintre, peintre-cartonnier et graveur
- Édouard Pignon (1905-1993), peintre et graveur
- Arthur Luiz Piza (1928-2017), peintre, sculpteur et graveur
- Jean Plichart (1950-2006), peintre et graveur
- Gérard Pons (1928-), poète et graveur
- René Quillivic (1925-2016), graveur
- Claude Raimbourg (1935-), graveur, peintre et écrivain
- Alfred Georges Regner (1902-1987), peintre et graveur
- Cécile Reims (1927- 2020), graveur
- Jean-Claude Reynal (1938-1988), dessinateur et graveur
- Edmond Rigal (1902-1996), graveur et peintre
- J.J.J. Rigal (1926-1997), graveur, peintre, sculpteur
- Émile Rousseau (1927-2010), graveur général de la Monnaie de Paris de1974 à 1994.
- José San Martin (1951-), peintre et graveur
- Théo Schmied (1900-1985), graveur
- Jean-Baptiste Sécheret (né en 1957), dessinateur, graveur et peintre
- Louis-Joseph Soulas (1905-1954), peintre-graveur
- Pierre-Yves Trémois (1921-1999), peintre, graveur et sculpteur
- Gérard Trignac (1955-), dessinateur et graveur
- Pierre Turin (1891-1968), graveur-médailliste
- Raoul Ubac (1910-1985), peintre
- Jean Urvoy (1898-1989), graveur, peintre et écrivain
- Jean-Pierre Velly (1943-1990), dessinateur, graveur et peintre
- Louis Vuillermoz (1923-2016), peintre et lithographe
- Zao Wou-Ki (1921-2013), peintre, calligraphe, sculpteur, graveur